# Carmina Einsidlensia
Les Carmina Einsidlensia (ou Bucoliques d'Einsiedeln) sont deux poèmes bucoliques en latin qui datent du Ier siècle.
Ces deux poèmes, mutilés et fragmentaires, ont été copiés aux pages 206-207 d'un manuscrit sur parchemin, le codex Einsidlensis 266 de la bibliothèque bénédictine d'Einsiedeln ; remarqués au XIXe siècle par divers chercheurs qui s'intéressent à ce manuscrit composite, ils ont été publiés par H. Hagen en 1869 dans le numéro 28, p. 338, de la revue Philologus. Les philologues ont tenté malgré la transmission incomplète de reconstituer le contexte, la paternité et les emprunts des poèmes.
Pour ce qui est des caractéristiques, l'auteur, avec un style allusif et abrupt, use du vocable courant des bucoliques avec des ressemblances thématiques habituelles dans le genre. Il fait référence plusieurs fois à Lucrèce et Virgile. Ses inspirations sont diverses avec notamment les Idylles de Théocrite, ainsi que deux tragédies de Sénèque : Agamemnon, à travers la thématique de l'âge d'or, et Thyeste ; cette proximité a souvent conduit à  faire l'hypothèse que l'auteur des Eisidlensia soit le neveu de Sénèque, Lucain, qui s'est beaucoup inspiré de son oncle. Plusieurs savants proposent d'identifier les Einsidlensia aux Laudes Neronis ou les Silves, les poèmes perdus de Lucain aux jeux Néroniens de 60. Cette hypothèse, difficile à confirmer, se base sur des ressemblances avec la Pharsale et sur une lettre de Sénèque (115, 3),.
Les Bucoliques de Calpurnius Siculus ont de fortes ressemblances avec les Eisidlensia, d'où des conjectures pour attribuer ces poèmes à Siculus, mais ce dernier est plus précis dans les références, il précède les Bucoliques d'Eisendeln,.
La théorie la plus populaire voudrait que ces poèmes soient centrés sur l'empereur Néron ; les poèmes incluent une sorte de mélancolie, une ironie légère. Ce serait une critique contre l'empereur à travers les festins de Néron et les Mystères dionysiaques (en) qui sont abordés. Cette critique serait cachée dans le second poème, qui est un panégyrique prononcé lors des Neronia de 65, où l'empereur est cité sous le titre de César, avec des allusions à la théologie du Sol Invictus, à Apollon auquel il s'identifie et à l'incendie de 64 ; de là vient l'hypothèse d'une composition entre 63 et 66. Les noms des bergers ont été parfois interprétés comme des pseudonymes, avec des interprétations diverses : Mystes serait Sénèque, Glyceranus serait Plautius Lateranus ou Burrus ou Lucain, le beau Midas serait Néron ou une allusion aux oreilles du roi Midas, Thamyras serait Calpurnius Siculus et Ladas serait Lucain.